# Кейт Девлін
Кейт Девлін (англ. Kate Devlin) — британська вчена у галузі комп'ютерних технологій, спеціалізується на дослідженні штучного інтелекту та взаємодії людини з комп'ютером (HCI). Вона відома своєю роботою з людської сексуальності та робототехніки, була співголовою конференції «Любов і секс з роботами» у Лондоні і була засновницею першого у Великій Британії хакатону з секс-технологій, який відбувся у 2016 році в університеті Голдсмітс. Вона є старшим викладачем кафедри обчислювальної техніки в Королівському коледжі. Кейт Девлін є авторкою книги «Ввімкнено: Наука, секс і роботи» (Turned On: Science, Sex and Robots), а також декількох наукових праць.

## Освіта
Девлін почала свою освіту з гуманітарних наук. У 1997 році закінчила Королівський університет Белфаста, отримала ступінь бакалавра мистецтв з відзнакою зархеології. Вирішивши, що археологія має обмежену перспективу, Кейт продовжила навчання в Королівському університеті на кафедрі інформатики. У 1999 році отримала ступінь магістра з інформатики. Далі поступила до Бристольського університету, де в 2004 році отримала ступінь доктора комп'ютерних наук.
Девлін став старшим викладачем кафедри обчислювальної техніки в Університеті Голдсмітс. З 1 вересня 2018 року, Кейт Девлін працює старшим викладачем на кафедрі цифрових наук у Кінгс-коледжі.

## Академічна кар'єра
У 2003 році в Бристольському університеті Девлін почала досліджувати використання комп'ютерної графіки в археології. Вона створювала тривимірні комп'ютерні моделі археологічних пам'яток, наприклад, Помпеї, приділяючи особливу увагу реалістичним світловим ефектам, що спричинені спектральним складом джерел світла, які наявні в певному історичному періоді. Кейт також займалася експериментальною археологією, відтворювала джерела світла та аналізувала спектральний діапазон для кожного типу свічок або ламп різних періодів.
З 2007 року Девлін досліджувала взаємодію людини, комп'ютера та штучного інтелекту в Голдсміті.
Кейт Девлін виступала і писала у ЗМІ з пропагандою серед жінок наукової діяльності у точних науках (STEM).
У 2016 році Девлін очолила Міжнародний конгрес «Любов і секс з роботами», що проходив у Лондоні (щорічна конференція, що проводилася з 2014 року).
Крім того, в 2016 році Девлін організувала перший у Великій Британії хакатон з секс-технологій — конференцію, де вчені, студенти, науковці та інші спеціалісти з індустрії секс-технологій зустрічаються, щоб поділитися ідеями та спланувати проекти у сфері сексу та інтимності зі штучними партнерами.
У 2016 році Девлін неодноразово з'являвся в засобах масової інформації, де обговорював етичні питання, що стосуються секс-роботів. Її суперницею у дискусіях була Кетлін Річардсон, науковиця з етики робототехніки університету Де Монтфорт і засновниця кампанії проти секс-роботів. Річардсон прагне законодавчо заборонити секс-роботів на тій основі, що вони заохочують ізоляцію, закріплюють ідею жінок як власність і дегуманізують. Девлін стверджує, що з розвитком технології потрібно більше залучати жінок до диверсифікації сфери секс-роботів, де зараз домінують чоловіки. Вона також вказує, що технологію можна використовувати як терапію для лікування депресій і можливе застосування секс-роботів в розумінні психології сексуальних злочинців.
У 2018 році Девлін опублікувала книгу Ввімкнено: Наука, секс і роботи" (Turned On: Science, Sex and Robots). У книзі досліджується технологічний розвиток секс-роботів і досліджувала зв'язок між технологією та інтимністю. Журнал Engineering & Technology охарактеризував книгу як «творчу, оптимістичну та відкриту розвідку секс-роботів», особливо в її дискусії про сучасні технології сексу. The Times описує книгу як «просвітлюючу, дотепну і написану з широким відкритим розумом».

## Публікації

### Книги
- Paradata and Transparency in Virtual Heritage, contributor, 2012[20]
- Turned On: Science, Sex and Robots. Bloomsbury Sigma, 2018
- Love and sex with robots: second International Conference, LSR 2016, London, UK, 19–20 December 2016, Revised selected papers[21]

### Вибрані статті
- Realistic visualisation of the Pompeii frescoes (2001) (with Alan Chalmers)[22]
- Dynamic range reduction inspired by photoreceptor physiology (2005) (with Erik Reinhard)[23][24]
- Current Practice in Digital Imaging in UK Archaeology (2006) (with Alice Chuter)[25]
- Visual calibration and correction for ambient illumination (2006) (with Alan Chalmers, Erik Reinhard)[26]
- Investigating Sensorimotor Contingencies in the Enactive Interface (2014) (with Janet K. Gibbs)[27]
- One-Touch Pose Detection on Touchscreen Smartphones (2015) (with Karsten Seipp)[28]

## Особисте життя
Девлін розлучена і має дочку.